# Formação Iapó
A Formação Iapó é uma formação geológica da Bacia do Paraná e registra depósitos sedimentares relacionados à glaciação Ordoviciana que afetou grandes porções do antigo continente Gondwana. Ela é constituída principalmente por diamictitos de cores diversas, com matriz síltico-arenosa e clastos de natureza variada .  A Formação Iapó pertence à supersequência estratigráfica de segunda ordem denominada Superseqüência Rio Ivaí .